# Opus albarium

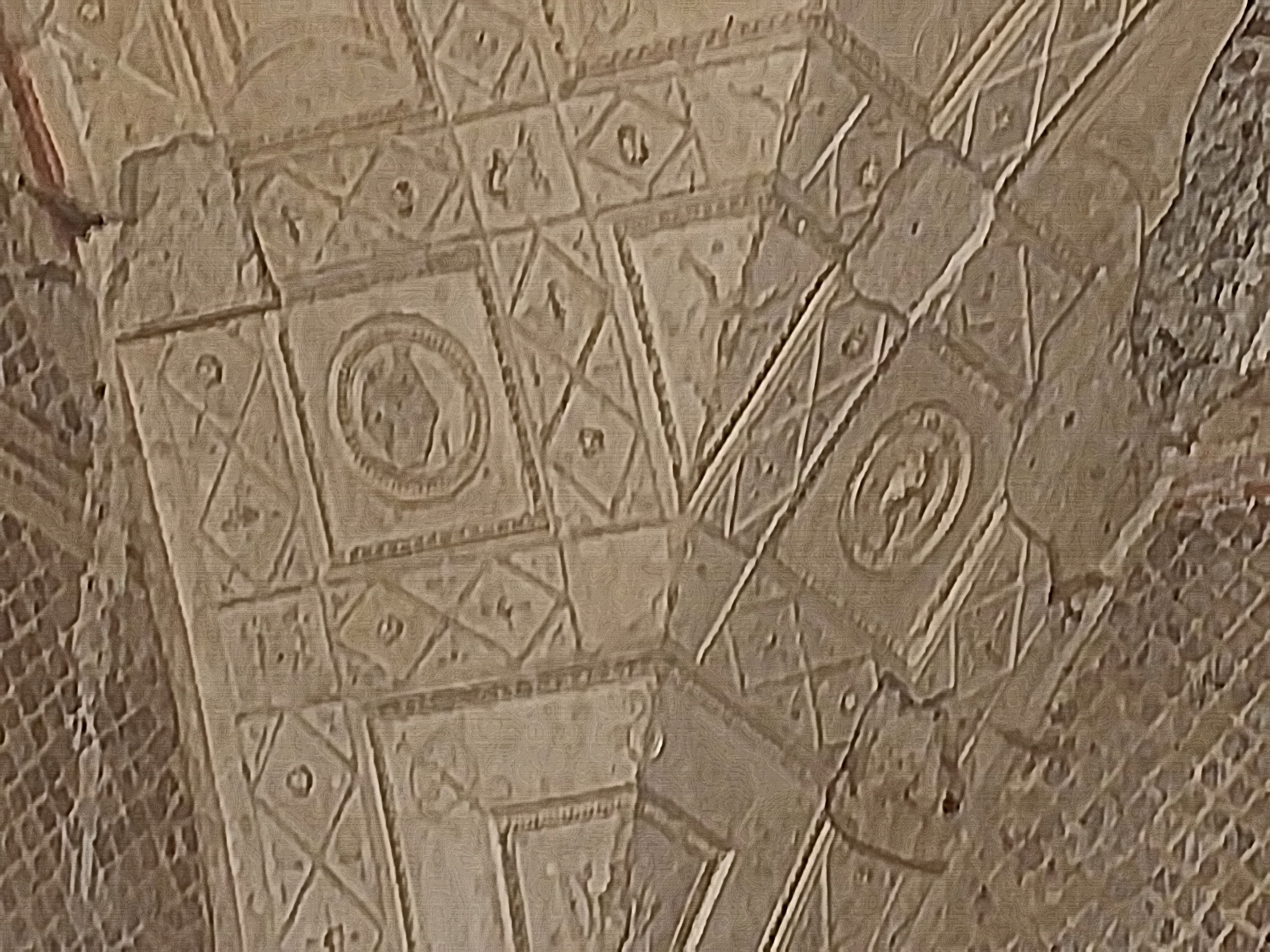
Opus albarium numa abóbada em Adrian'S Villa

Opus albarium ou opus tectorium, literalmente "estuque", é um tipo de alvenaria de construção utilizada pelos romanos. É usado no interior de casas, consistindo de um estuque especial incorporando pó de mármore. Os romanos adquirem a prática do reboco através dos gregos e sabemos da sua existência na península ibérica, pelos menos na Campânia, desde o século III a.C. melhorando-o ao adicionar pozolana, uma rocha vulcânica, tornando o reboco mais resistente. Estes rebocos de inspiração grega eram feitos de uma mistura de cal e pó calcário que seriam aplicados sobre alvenaria ou pedra desbastada.